# Мажой
Мажо́й (Маше́й; устар. Маша-Юл) — река на Северо-Чуйском хребте в Алтайских горах. Длина реки — 22 км. Впадает в Чую по левому берегу, на 94 км от устья. Высота устья — 1424,9 м над уровнем моря. Берёт своё начало со склонов горы Маашейбаш, в истоках расположен ледник Машей. До лета 2012 года на реке существовало Маашейское озеро. Возле устья Мажоя на Чуе расположен Мажойский каскад, на котором проводятся соревнования по водно-туристскому многоборью «Мажой-ралли».

## Данные водного реестра
По данным государственного водного реестра России относится к Верхнеобскому бассейновому округу, водохозяйственный участок реки — Катунь, речной подбассейн реки — Бия и Катунь. Речной бассейн реки — (Верхняя) Обь до впадения Иртыша.

## Фото

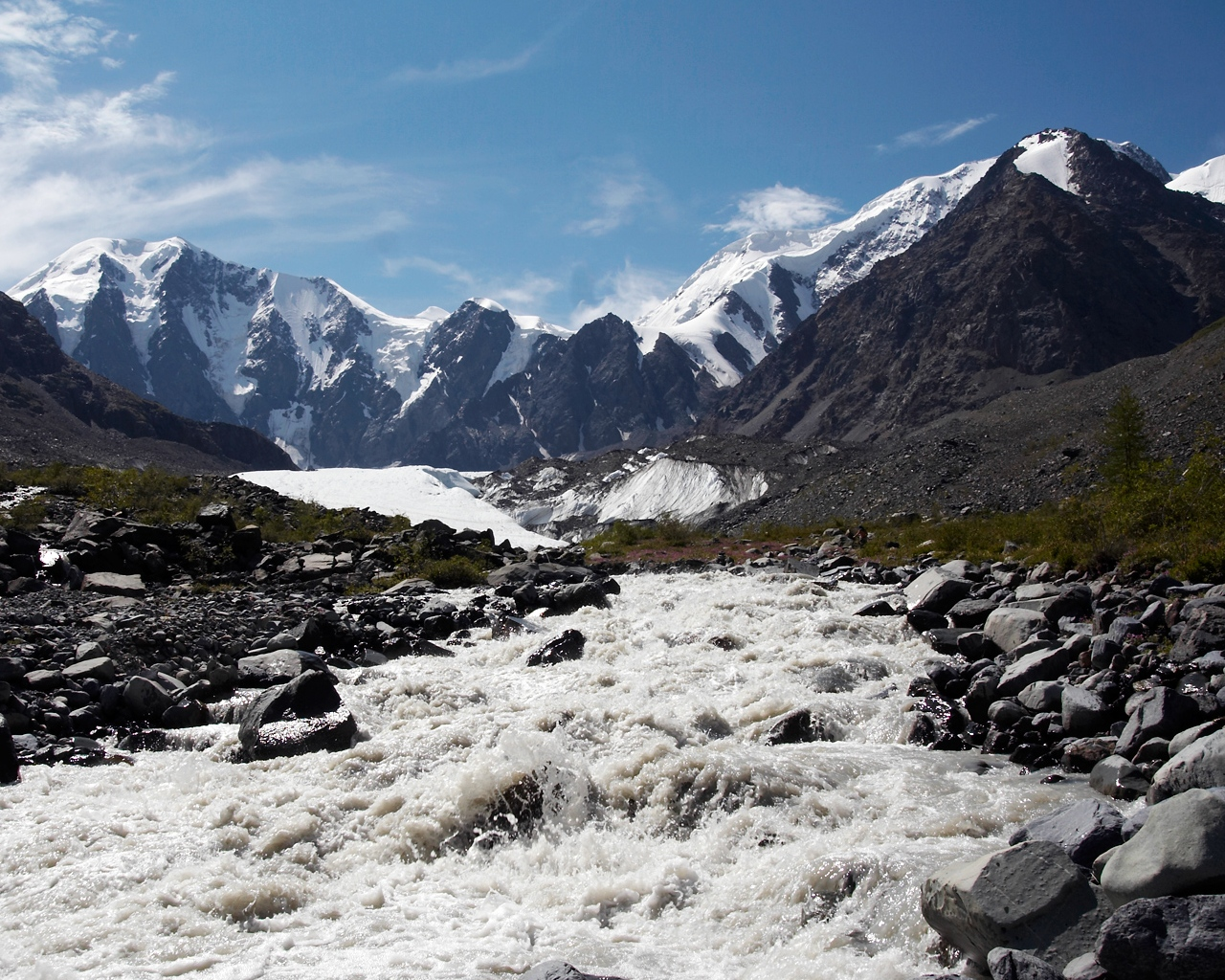
Высота 2100 м
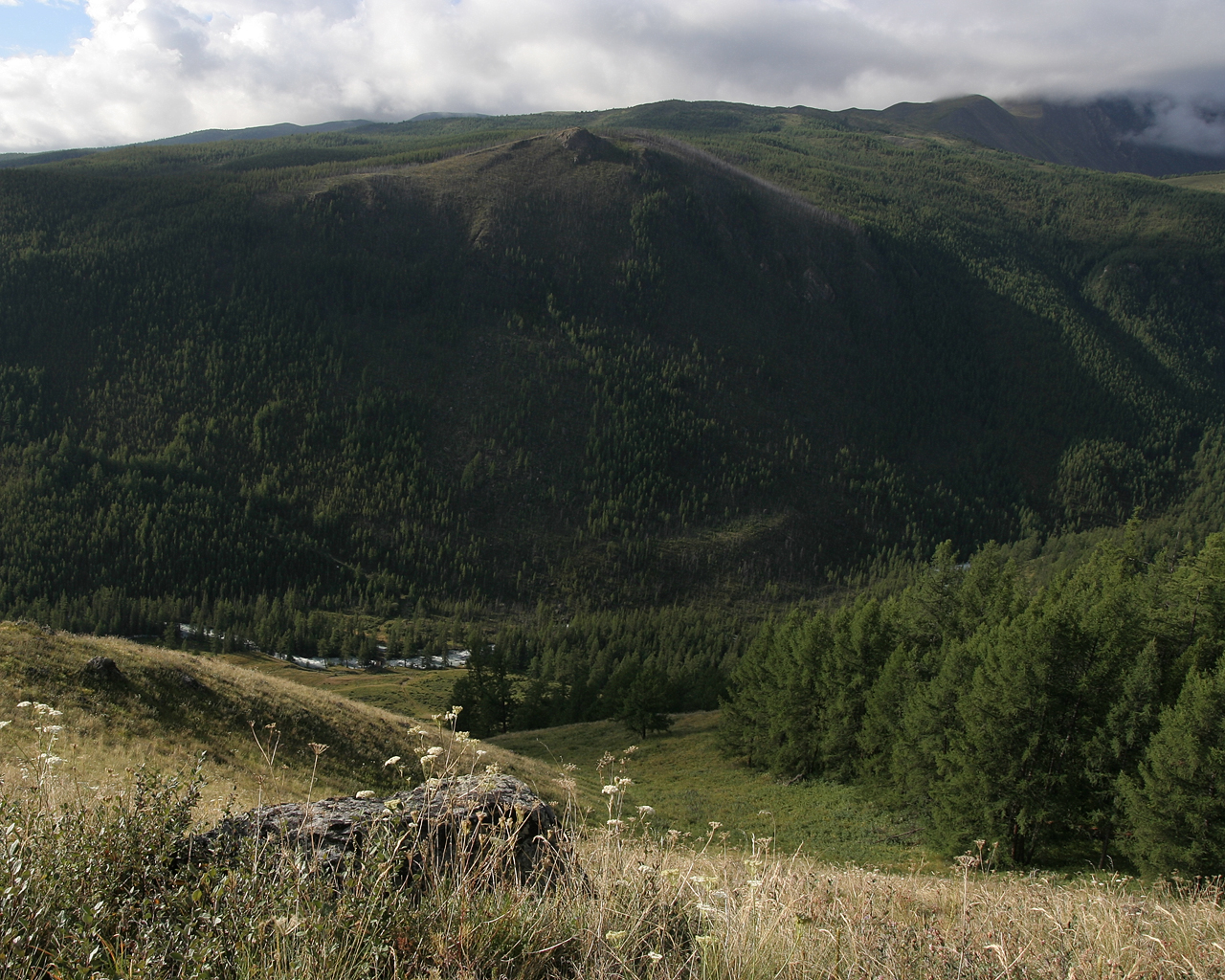
Долина в среднем течении, 1800 м
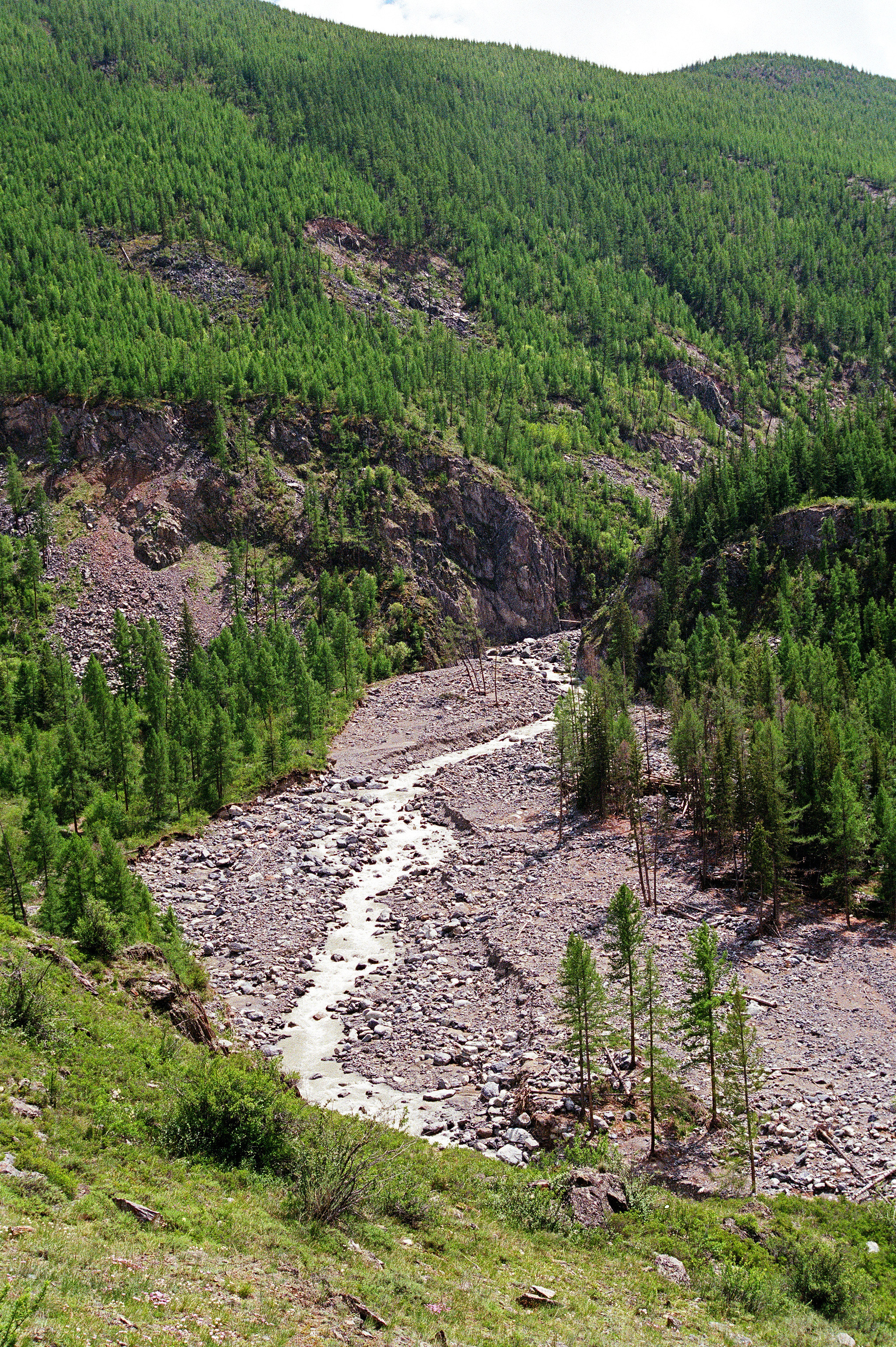
Устье